# Debreczeni Tankó Miklós
Debreczeni Tankó Miklós (16. század – 17. század) diák, költő.
Debreceni származású volt és ott is tanult Gönczi György alatt; azután Szabó István tarcali pap taníttatta Wittenbergben 1586. augusztus 15-étől 1588. szeptember 29-éig; 
ott tartózkodása alatt búcsúverset írt Gyulai B. Mátyáshoz és vigasztaló verset Liderius János tarcali paphoz 1586. december 11-én elhalt gyermeke emlékére, mely versek ugyanott kinyomattak.

## Művei
- Propemptica In Discessvm Ervditione, Vita Probata, pietateque praestantis viri D. Matthiae B. Iulani, post felicem et uberrimum studiorum suorum mercatum in patriam suam Vngariam redeuntis Vitebergae 8 Maii, Wittenberg, 1587.

- Propemptica Viro Integerrimo Et Politioris Doctrinae Lavdibvs Ornatissimo, Dn. Joanni Czanadio, Seniori Coetus Vngarici Uitebergae studiorum caussa collecti, et in patriam Ungariam redituro, Anno MDLXXXVIII. XXII. Januarii, Wittenberg, 1588.